# GSC 02652-01324
GSC 02.652-01.324 là một sao lùn cam cách Trái Đất khoảng 523 năm ánh sáng đi trong chòm sao của Thiên Cầm (các đàn lia).

## Hệ hành tinh
Năm 2004, hành tinh ngoài Hệ Mặt Trời TrES-1b đã được phát hiện quay quanh ngôi sao này bởi Khảo sát ngoại hành tinh xuyên Đại Tây Dương bằng phương pháp quá cảnh. Hành tinh được phát hiện băng qua ngôi sao mẹ của nó bằng một kính thiên văn nhỏ có đường kính 4 inch (100 mm). Khám phá được xác nhận bởi Đài quan sát Keck bằng phương pháp vận tốc xuyên tâm, cho phép xác định khối lượng của nó.
| Thiên thể đồng hành (thứ tự từ ngôi sao ra) | Khối lượng         | Bán trục lớn (AU)     | Chu kỳ quỹ đạo (ngày) | Độ lệch tâm | Độ nghiêng | Bán kính           |
| ------------------------------------------- | ------------------ | --------------------- | --------------------- | ----------- | ---------- | ------------------ |
| b                                           | 0697+0028 −0027 MJ | 003926+000058 −000060 | 303006973±000018      | <0012       | 90+0 −11°  | 1067+0021 −0022 RJ |